# Szalay Krisztina
Szalay Krisztina (Budapest, 1963. május 16. –) magyar színész-, írónő. Volt már producer, rendező is és több színtársulás alapítója. 2008-ban megálmodója, majd létrehozója és azóta fő szervezője a Kapcsolda programnak. Néhányszor politikai szerepet is vállalt, de elsősorban a civil, szociális szférában tevékenykedik.

## Életpályája

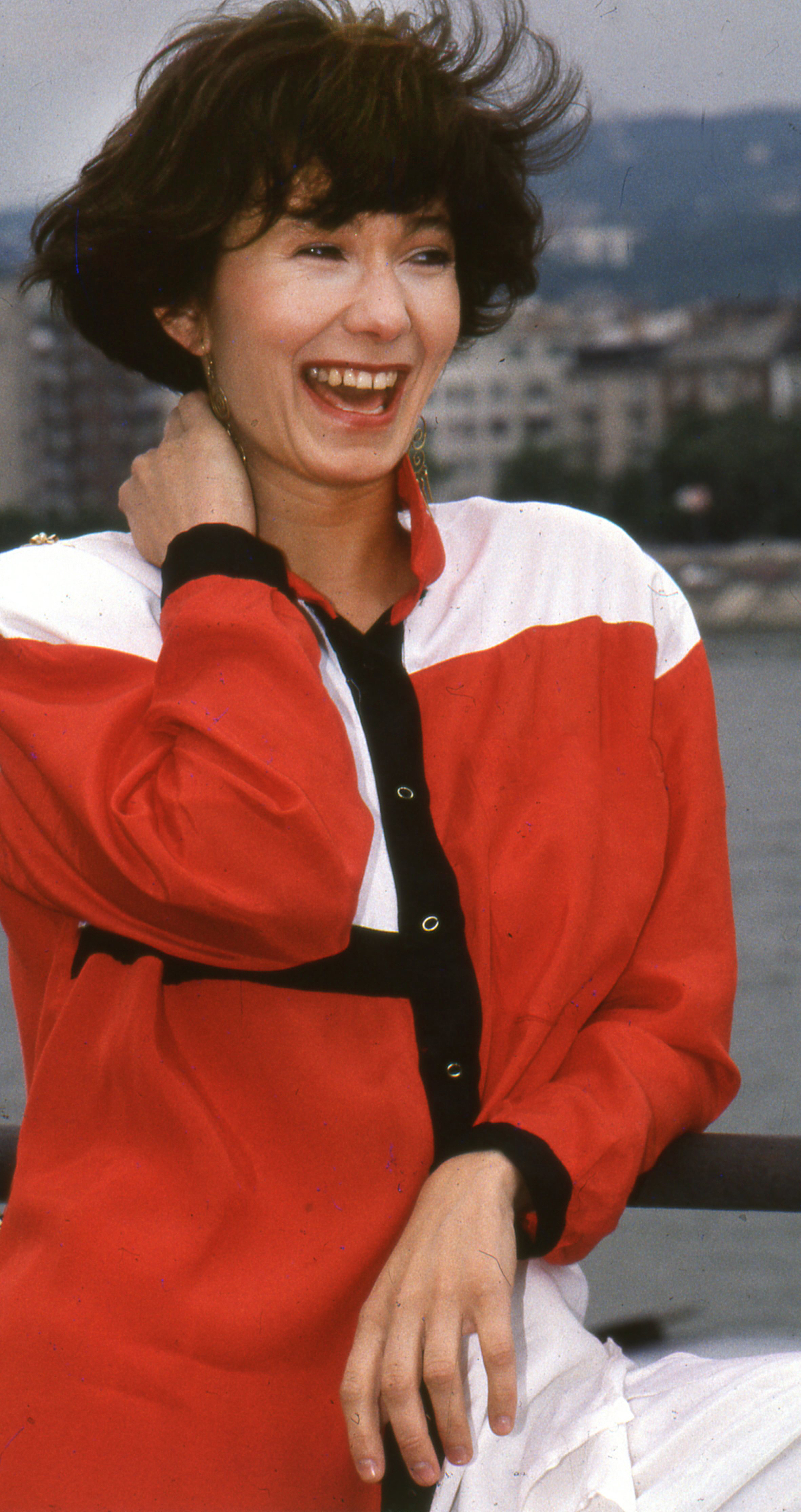
Rózsavölgyi Gyöngyi felvétele

1981-ben az óvónőképző szakközépiskolában érettségizett, majd 1981–1984 között a Budapesti Tanítóképző Főiskola ének szakát végezte el. Eközben – 1981 és 1983 között – egy gyermekotthonban, értelmi és testi sérültekkel foglalkozó intézetben volt ápolónő. 1984-ben a Nemzeti Színház Stúdiójának hallgatója volt.
1988-ban a Színház- és Filmművészeti Főiskolán, Kazimir Károly osztályában szerzett diplomát. Főiskolásként a Budapesti Katona József Színház több nagy hírű produkciójában is jelentős szerepet alakíthatott, gyakorlatát továbbá 1988–1989 között a nyíregyházi Móricz Zsigmond Színház, 1989–1994 között a Vígszínháznál töltötte. 1989-1990-ben – hét másik frissen végzett színésszel – megalakította a Komédi franc ez? nevű, Magyarország első független színtársulatát, melynek azóta vezető tagja, 1994-ig a társulás producere volt. 1994–1995-ben létrehozta a PÁB Színházat, mely sörözőkben, Hrabal-művekkel hódította meg a közönséget.
1998-ban színpadra alkalmazta Daniel Kayes: Az ötödik Sally című darabját. 2005-ben megírta az „És a nyolcadik napon…” című színdarabot, amely Cserna Antal rendezésében került bemutatásra a Thália Színházban. A főszerepet egy – valóban – Down-szindrómás kisfiú játszotta, akinek Szalay Kriszta formálta meg édesanyját. 2009-ben ebből az előadásból a Magyar Televízió készített Pajer Róbert rendezésében tévéfilmet, melynek a színművésznő a társproducere is volt. 2010-ben produkciós vezetője és – 2006-tól – írója a GRAMP (Groups And Many People (together)) című zenés mesejátéknak, ami Gáspár András rendezésében került bemutatásra. 2013-tól 2015-ig a Pesti Magyar Színház társulatának tagja.
2013 nyarán határozta el, hogy Pesthidegkúton, a Kerek-hegyi kőfejtőnél a környék lakóit minden évben Szent Iván estéjén ingyenes színházi előadással örvendezteti meg, melyen a szórakoztatás mellett a közösségépítés is fontos cél. A II. kerületi önkormányzat és a Klebelsberg Kultúrkúria a kezdeményezés mellé állt. Első alkalommal a Gyalog galopp című legendás bohózatot mutatták be, 2014-ben a RRRrrrr!!! című francia film adaptációját, 2015- és 2016-ban pedig a Brian élete című filmből készített színpadi változatot. Az ezeken befolyt nézői támogatásokat minden évben jótékony célokra fordítja.
2016-ban, miután Szalai Kriszta meghallotta a 62 éves Lakatosné Jutka történetét – aki hajléktalanként adott rádióriportot – elhatározta, hogy interaktív monodrámát készít az életéről. Megkereste a 26 éve az utcán élő nőt. Úgy érezte, hasonlítanak egymásra, mindketten aktívak, ha rossz helyzetben vannak, a talpra állást keresik. A színésznő októberben öt napot hajléktalannak öltözve, hajléktalanok között az utcán is eltöltött. Az elkészült darabban részt vesz az egyik tapasztalatszerzés közben megismert férfi is. Az előadást Maradjunk annyiban címmel (One homeless woman show – Egy hajléktalan nő show-ja alcímmel) a Centrál Színházban mutatták be 2017. január 17-én.
A színház mellett – már pályakezdőként is – volt műsorvezető az MTV, 1999-től az RTL Klub műsoraiban, továbbá bemondó a is TV4-nél. Filmekben is látható. 1996-ban készült el a Büdöskölkök című zenés gyermek, 2005-ben pedig az Elvarázsollak című meselemeze. 2012-ben jelent meg első könyve Lélekre vetkőzve címmel. Több jótékonysági akcióban (így például ötletgazdája és főszervezője a „karácsonyi maradékokat” rászorulóknak felkínáló, 2011. óta működő Blaha Lujza téri Morzsapartinak), színjátszó, drámatanári tréningen is részt vett.
A 2019-es magyarországi önkormányzati választáson a II. kerületi „ellenzéki összefogás” és Őrsi Gergely polgármesterjelölt képviselőjelöltjeként indult – egyéni választókerületében 44.52%-kal a második helyezést érte el. A 2021-es magyarországi ellenzéki előválasztáson független jelöltként indult volna Budapesti 4. sz. országgyűlési egyéni választókerületben, a II. kerületben, a Civil Bázis felkérésére, azonban mivel a politikai szerepvállalás helyett inkább a civil szférában akarja és tudja kamatoztatni energiáit, ezúttal nem mérette meg magát.
Férje Cserna Antal színész, három gyermekük van.

### Kapcsolda
Már a színházi pályát is azért választotta, hogy művészi eszközökkel is tudjon tenni az emberekért, miután két évig egy gyermekotthonban megtapasztalta az emberekben lévő kettősséget a fogyatékosságokkal szemben. Később, amikor második gyermekének születésénél orvosi műhibák következtében nem fejlődött jól a baba, de óriási munka és küzdelem árán mégis meggyógyult, innen merítve szeretett volna másoknak is erőt adni. Így született meg 2005-ben az És a nyolcadik napon… című színdarab (amiből néhány év múlva a film készült). Megérintette az embereket a valóban Down-szindrómás főszereplő kisfiú játéka.
Ez után hívta életre 2008-ban a Kapcsolda programot, amely egy szemléletváltó program és ami 2009-től a Mosolyország Alapítvány segítségével országos kezdeményezéssé vált. Ezen fogyatékos és egészséges gyermekek egy-két napig közös – kézműves-, sport-, zenefoglalkozásokon – programokon vesznek részt az utóbbiak iskolájában, miközben a segítségre szorulók elfogadást, törődést, az egészségesek pedig szeretetet, illetve tapasztalatot kapnak az emberi értékek fontosságáról.
2014-ben 99, 2019-re 105 iskola diákjai mondhatták magukról, hogy „kapcsoldás”-ok. A programban mozgássérültek, látássérültek, enyhén- és középsúlyosan értelmi fogyatékosok (3-tól 25 éves korig), valamint egészséges óvodások, általános iskolások és középiskolások vesznek részt. 2014-ben már két színház is bekapcsolódott a programba. November 30-án a Pesti Magyar Színház Rév Fülöp című előadás kapcsán, első felsőoktatási intézményként a Pesti Magyar Színiakadémia hallgatóival közös Kapcsolda-nap programsor, majd december 13-án a Jurányi Produkciós Közösségi Inkubátorházban a k2 Színházzal és hat fogyatékkal élő gyermekkel a Mi című jótékonysági színházi előadás valósult meg, – egy háromnapos drámapedagógiai módszerekkel folytatott workshop során, – mely a kapcsolatteremtéssel és a bizalom kialakulásával foglalkozott.

## Színpadi szerepei
| - Páskándi Géza: ÉLjen a színház!....Szendey Tünde - Aiszkhülosz: Síri áldozat....Argoszi rabnők kara - Aiszkhülosz: A jólelkűek....Athéna - William Shakespeare: A windsori víg nők....Anna - Lesage: Crispin, mint vetélytárs....Angelique - Carlo Goldoni: A legyező....Giannina - Carlo Goldoni: Két úr szolgája....Clarice - Queneau: Ikárosz repül.... - Carlo Goldoni: A kávéház.... - Daniel Kayes: Az Ötödik Sally....Sally - Szalai Kriszta: Maradjunk annyiban....Lakatosné Jutka - Martina Formanova: Illatos fehérneműk hajtogatója.... - Révai József: Dekameron.... - Bőcs Attila: A kiskondás.... - Mark Twain: Ádám és Éva naplója....Éva - Szalay Kriszta: És a nyolcadik napon....Mam - Federico García Lorca: Vérnász - ANYÓS - William Shakespeare: Macbeth - LADY DUNCAN Skót királynő - Elfriede Jelinek, Halasi Zoltán: Rohonc, avagy az öldöklő angyal | - Spiró György: Csirkefej....Bakfis - Füst Milán: Catullus....Clodia szobalánya - Gogol: A revizor....A lánya - Henderson: Diákszerelem....Connie - Eisemann Mihály: Fekete Péter....Marie - William Shakespeare: Ahogy tetszik....Phoebe - Laurents: West Side Story....Rosalina - Kleist: A Heilbronni Katica avagy a tűzpróba....Eleonóra - Hrabal: Táncórák idősebbeknek....Pincérnő - Kállai-Kalmár-Márton: Ének az esőben.... - Pelle János: Casanova....Marietta - Vidor Miklós: Gershwin-rapszódia.... - Elbert János–Kazimir Károly: Az évszázadnál hosszabb ez a nap....Ajzáda - Canetti: Esküvő....Toni - Simon Tamás: Don Juan....Giralda - Berr–Verneuil: Az ügyvéd és a férje....Cecile |

## Színházi művei
- Csipkerózsikaland (író Schultz Sándorral,[38] 1993)
- Az ötödik Sally (író Daniel Keyes műve és Szilágyi Tibor fordítása alapján Sultz Sándorral, 1998)
- És a nyolcadik napon... (író, 2005)
- Búcsú a szerelemtől (William Wharton művének adaptációja, rendező, 2013)[39]
- GRAMP avagy Sajtból van a Hold (író, 2006-2010)[40]
- Gyalog galopp (szabadtéri színházi adaptáció, rendező, 2013)[21]
- RRRrrrr!!! (szabadtéri színházi adaptáció, rendező, 2014)[21]
- Brian élete (szabadtéri színházi adaptáció, rendező, 2015, 2016)[20][21]
- Maradjunk annyiban (író, rendező, 2017)[22]

## Rendezései
- Raymond Queneau: Ikárosz repül (Komédi Franc ez? társulat, Óbudai Társaskör kertje, 1993)
- William Wharton: Búcsú a szerelemtől (Hajléktalanszínház, 2013)
- Terry Gilliam, Terry Jones, John Cleese, Eric Idle, Graham Chapman, Michael Palin, Szalai Kriszta: Gyalog galopp (Szent Iván-est Kerek-hegyi kőfejtő, 2013)
- Alain Chabat, , Marina Foïs, Maurice Barthélémy, Jean-Paul Rouve, Pierre-François Martin-Laval, Szalai Kriszta: RRRrrrr!!! (Szent Iván-est Kerek-hegyi kőfejtő, 2014)
- Terry Jones, John Cleese, Eric Idle, Terry Gilliam, Graham Chapman, Michael Palin: Brian élete (Szent Iván-est Kerek-hegyi kőfejtő, 2015, 2016)
- Szalai Kriszta: Maradjunk annyiban (rendező, 2017)
- Coline Serreau, Vincent Lindon: Gyönyörű zöld kezdet (Szent Iván-est Kerek-hegyi kőfejtő, 2017)[41]
- Bohumil Hrabal, Hosszú Ferenc: In memoriam Bohumil Hrabal – Táncórák idősebbeknek és haladóknak (Óbudai Társaskör kertje, 2017)[42]
- Martina Formanova: Illatos fehérneműk hajtogatója zenés felolvasószínházi előadás (PÁB-Színház, Óbudai Társaskör, 2019)[15]

## Filmes szerepei

### Játékfilmek
- Roncsfilm (1992)
- 6:3 (1998)
- Három (1998)
- Rövid, de kemény... életem[43] (2008)
- Emlékszem Anna Frankra (2009)
- Lehetne Rosszabb (2013)

### Tévéfilmek
- Fürkész történetei (1983)
- Csinszka (1987)
- Kaland az élet (1989)
- Napóleon (1989)
- A revizor (1989)
- Spiró György: Csirkefej (1993)
- Mandulák (1994)
- 1000-szer Júlia (1995)[44]
- Kisváros (1999–2001)
- Családi kör (1999)
- Karácsonyi varázslat (2000)
- Családi album (2000–2001)
- Paraszt dekameron (2001)
- Tea (2003)
- Szeret, nem szeret (2003)
- Fekete krónika (2005)
- Kiliki a Földön (2004–2009)
- Macskafogó 2 – A sátán macskája (2007)
- Csirkefej (2008)
- Tűzvonalban (2008–2009)
- És a nyolcadik napon (2009)
- Korhatáros szerelem (2018)
- Tóth János (2018–2019)[45]
- Az unoka (2022)

## Könyve
- Lélekre vetkőzve (Queenbooks Kiadó, 2012)[24]

## Gyermeklemezei
- Büdöskölkök (1996)[46]
- Trenycsényi Zoltán: Elvarázsol-lak (Cserna Antallal, Magneoton, 2003)[47]

## Díjai
- 41. Magyar Filmszemle – tévéfilmes kategória különdíja (És a nyolcadik napon, 2010.)[48][m 3]
- A XVI. Magyar Drámaíró Verseny – Duna TV rendezői különdíj (Karafiáth Orsolya: Godzilla, avagy tényleg a cunami áldozata lett a magyar paprika? előadásért, 2011.)[50]
- Radnóti Miklós antirasszista díj (2021)[51]